# Osvaldo Trebbi
Osvaldo Trebbi (Gaggio di Piano, 23 marzo 1914 – Castelfranco Emilia, 29 maggio 1977) è stato un calciatore italiano, di ruolo centrocampista.

## Carriera
Nella stagione 1933-1934 di Serie A gioca una partita con la maglia del Bologna che vince anche la Coppa Europa Centrale del 1934.
Nella stagione 1938-1939, dopo aver lasciato la SPAL, veste invece la maglia del Padova.

## Palmarès

### Club

#### Competizioni nazionali
- Serie B: 1

Livorno: 1936-1937

#### Competizioni internazionali
- Coppa dell'Europa Centrale: 1

Bologna: 1934